# Avricourt (Moselle)

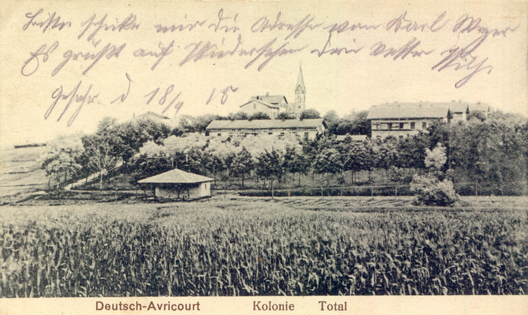
Deutsch-Avricourt 1915

Avricourt (Duits: Deutsch-Avricourt of Deutsch-Elfringen) is een gemeente in het Franse departement Moselle in de regio Grand Est. De gemeente telde 578 inwoners op 1 januari 2022.

## Geschiedenis
Dit dorp was tijdens het Duitse Keizerrijk een gedeeld dorp met Avricourt (Meurthe-et-Moselle) in Frankrijk, ook tegenwoordig bestaat deze scheiding tussen beiden dorpen, langs de historische grens tussen het toenmalige Duitsland en Frankrijk nog steeds.
De gemeente maakte voor 2015 deel uit van het arrondissement Sarrebourg en kanton Réchicourt-le-Château. Op 1 januari van dat jaar fuseerde het arrondissement met het arrondissement Château-Salins tot het arrondissement Sarrebourg-Château-Salins. Toen het kanton op 22 maart 2015 werd opgeheven werden Avricourt opgenomen in het kanton Sarrebourg.

## Geografie
De oppervlakte van Avricourt bedraagt 10,32 vierkante kilometer; Op 1 januari 2022 was de bevolkingsdichtheid 56 inwoners per km².
Het dorp (Deutsch-) Avricourt maakt deel uit van de Salzgau.
De onderstaande kaart toont de ligging van Avricourt met de belangrijkste infrastructuur en aangrenzende gemeenten.

## Demografie
Onderstaande figuur toont het verloop van het inwonertal.

## Afbeeldingen

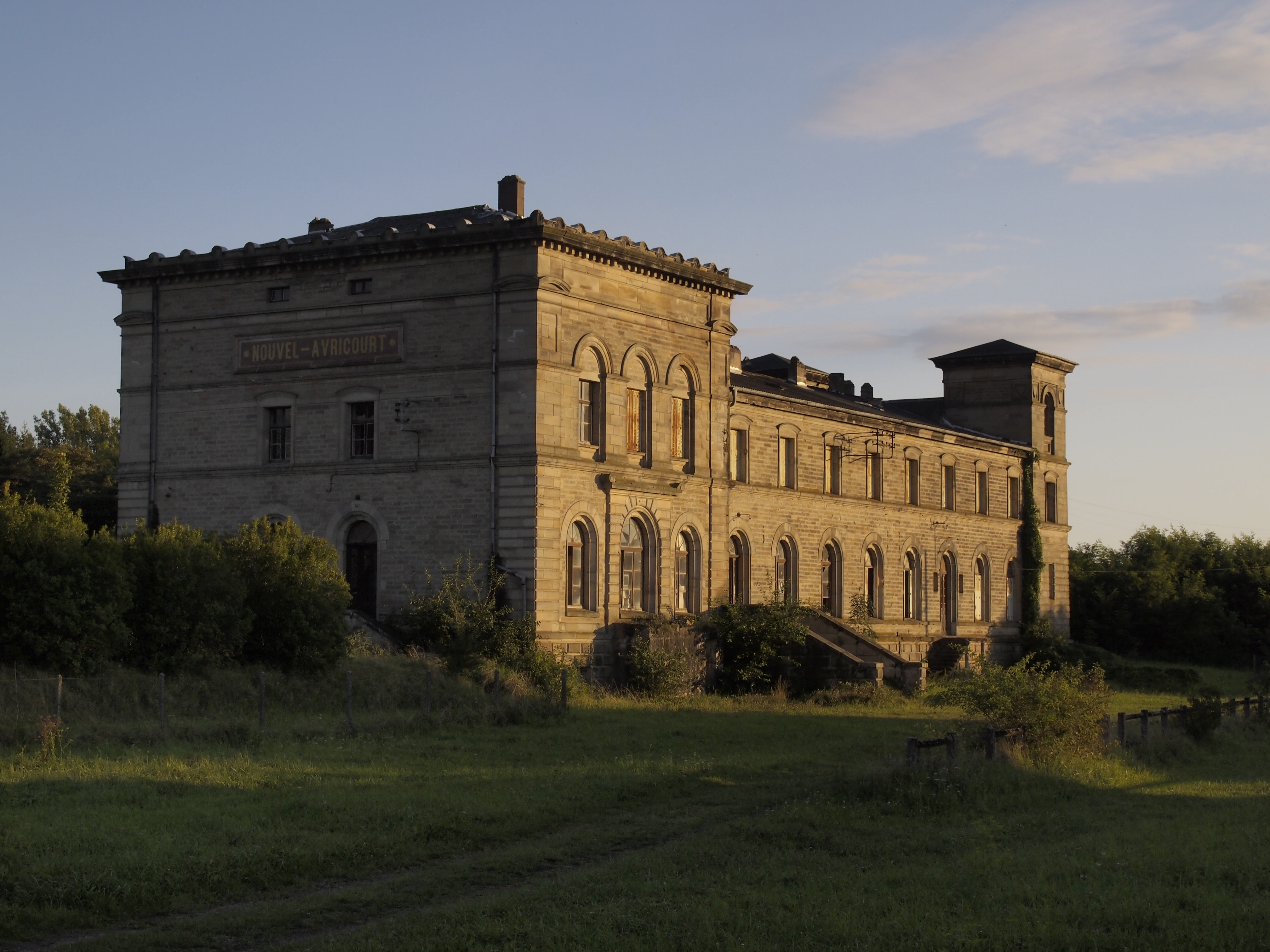
Station Nouvel-Avricourt / Deutsch-Avricourt was een grensstation tussen het Duitse Keizerrijk en de Derde Franse Republiek, vanaf Duitse kant.
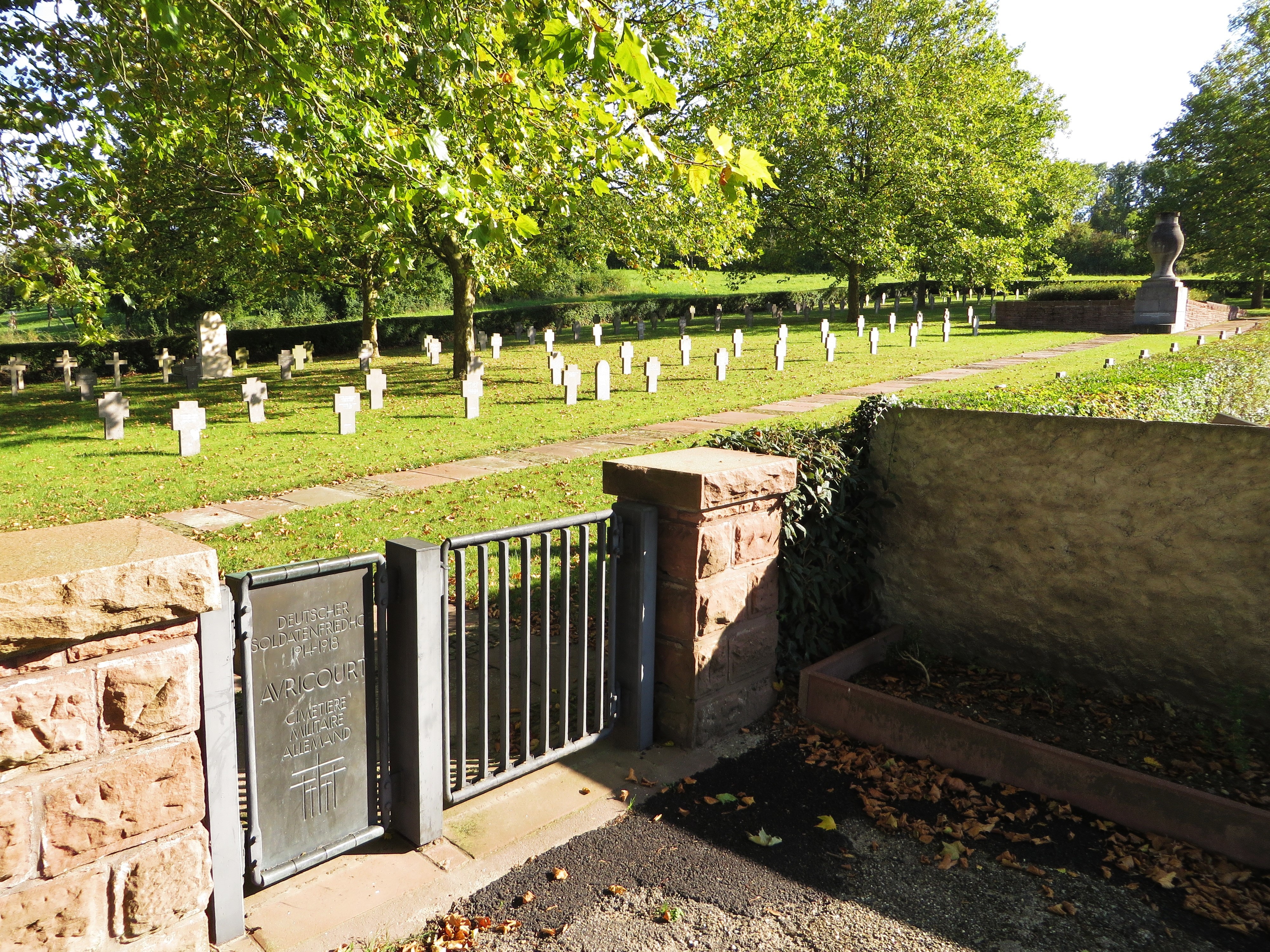
Duits Soldatenkerkhof
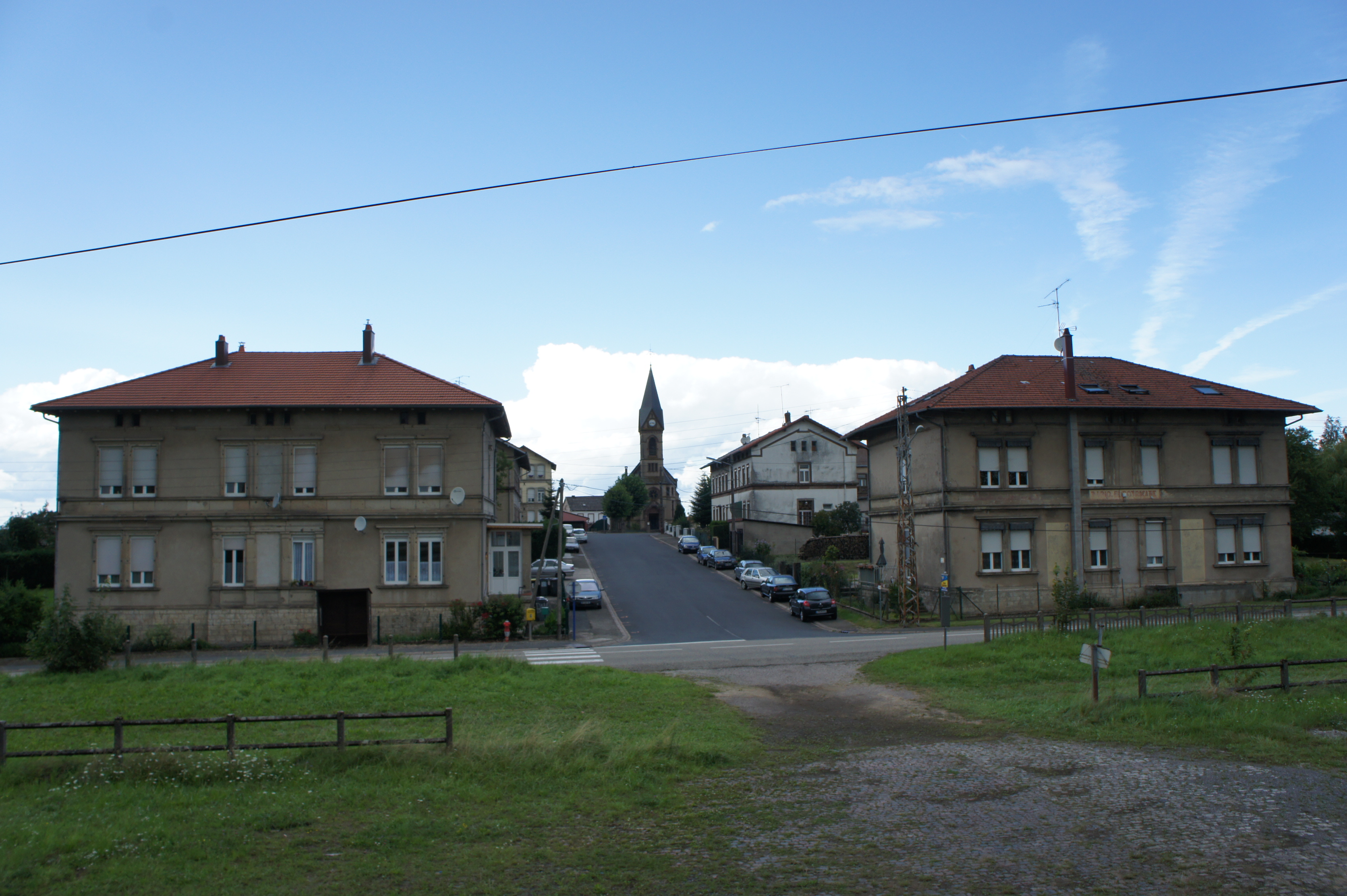
Protestantse kerk
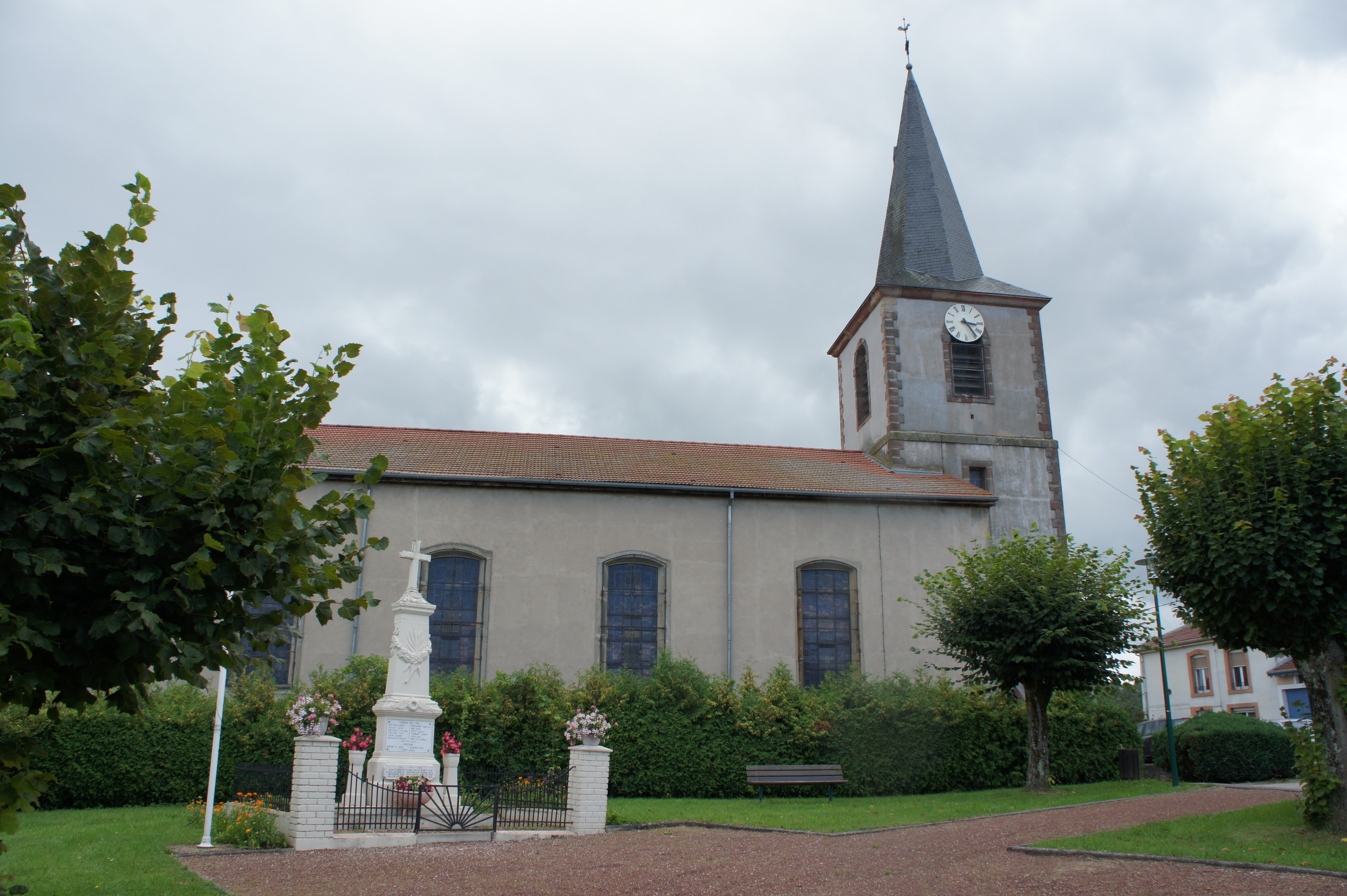
Katholieke kerk

Assenoncourt · Avricourt · Azoudange · Bébing · Belles-Forêts · Berthelming · Bettborn · Bickenholtz · Buhl-Lorraine · Desseling · Diane-Capelle · Dolving · Fénétrange · Fleisheim · Foulcrey · Fribourg · Gondrexange · Gosselming · Guermange · Haut-Clocher · Hellering-lès-Fénétrange · Hertzing · Hilbesheim · Hommarting · Ibigny · Imling · Kerprich-aux-Bois · Langatte · Languimberg · Mittersheim · Moussey · Niederstinzel · Oberstinzel · Postroff · Réchicourt-le-Château · Réding · Rhodes · Richeval · Romelfing · Saint-Georges · Saint-Jean-de-Bassel · Sarraltroff · Sarrebourg · Schalbach · Veckersviller · Vieux-Lixheim